# Paradoja de Russell

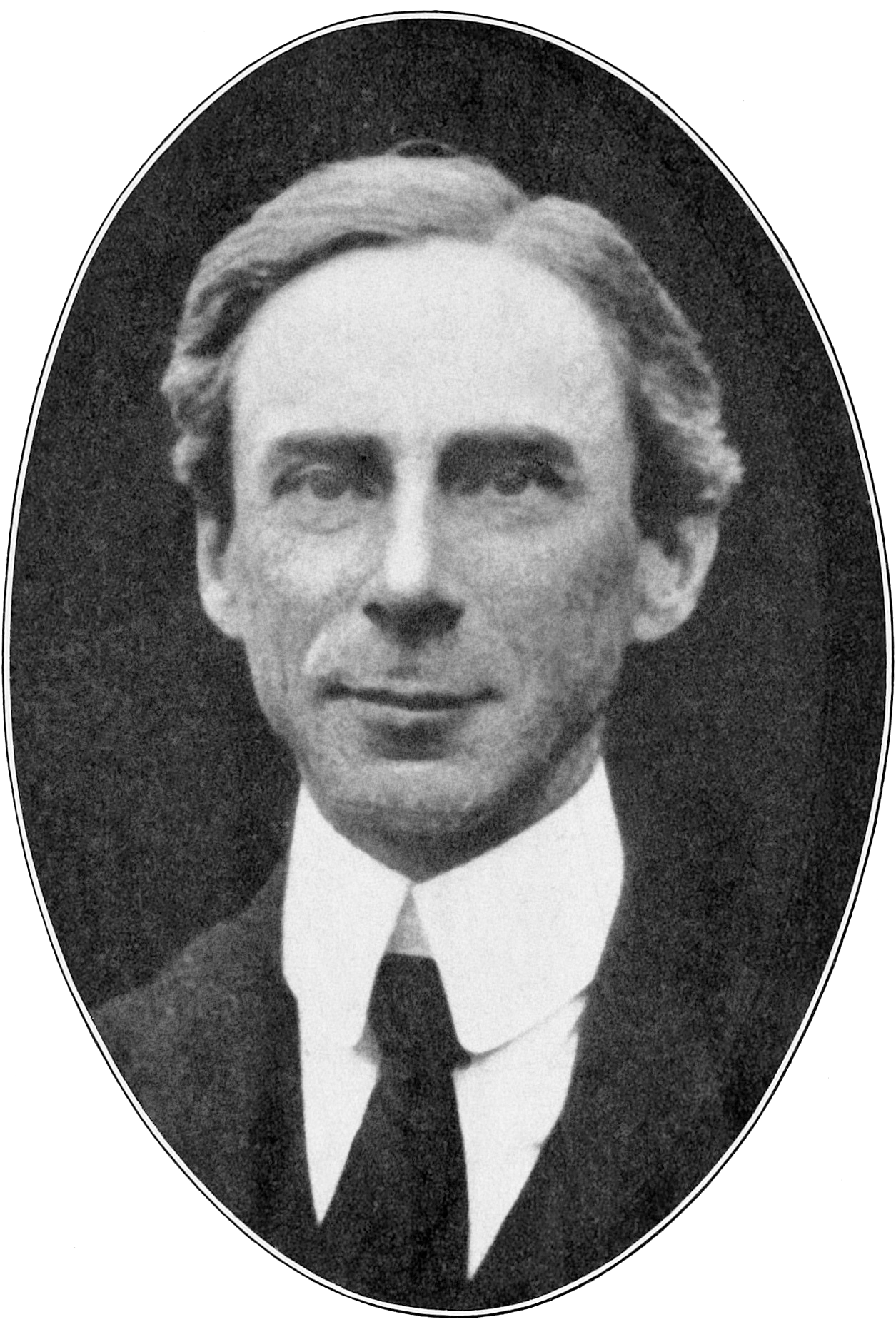
Bertrand Russell, matemático británico que enunció la paradoja que lleva su nombre

La paradoja de Russell o paradoja del barbero, acreditada a Bertrand Russell, demuestra que la teoría original de conjuntos formulada por Cantor y Frege es contradictoria.

## La paradoja en términos de conjuntos
Supongamos los casos de conjuntos que son miembros de sí mismos. Un ejemplo descrito es el que supone un conjunto que consta de «ideas abstractas». Dicho conjunto es miembro de sí mismo porque el propio conjunto es una idea abstracta. Otro ejemplo sería una bolsa con bolsas dentro. Por otro lado un conjunto que consta de «libros» no es miembro de sí mismo porque el conjunto en sí no es un libro. Russell preguntaba (en carta escrita a Frege en 1902), si el conjunto de los conjuntos que no forman parte de sí mismos (es decir, aquel conjunto que engloba a todos aquellos conjuntos que no están incluidos en sí mismos, como el de «libros» en el ejemplo anterior) forma parte de sí mismo. La paradoja consiste en que si no forma parte de sí mismo, pertenece al tipo de conjuntos que no forman parte de sí mismos y por lo tanto forma parte de sí mismo. Es decir, formará parte de sí mismo sólo si no forma parte de sí mismo.

### Enunciado formal de la paradoja
Llamemos {\displaystyle M_{}^{}} al «conjunto de todos los conjuntos que no se contienen a sí mismos como miembros». Es decir:

(1){\displaystyle M=\{x:x\notin x\}}

Según la teoría de conjuntos de Cantor, la ecuación (1) se puede representar por

(2){\displaystyle \forall x\qquad x\in M\iff x\notin x}

es decir «cada conjunto es elemento de {\displaystyle M} si y solo si no es elemento de sí mismo».
Ahora, en vista de que {\displaystyle M} es un conjunto, se puede substituir {\displaystyle x} por {\displaystyle M} en la ecuación (2), de donde se obtiene

(3){\displaystyle M\in M\iff M\notin M}

Es decir que {\displaystyle M} es un elemento de {\displaystyle M} si y solo si {\displaystyle M} no es un elemento de {\displaystyle M}, lo cual es absurdo.

## La paradoja en términos del barbero
La paradoja de Russell ha sido expresada en varios términos más cotidianos, el más conocido es la paradoja del barbero que se puede enunciar de la siguiente manera:
| En un lejano poblado de un antiguo emirato había un barbero llamado As-Samet diestro en afeitar cabezas y barbas, maestro en escamondar pies y en poner sanguijuelas. Un día el emir se dio cuenta de la falta de barberos en el emirato, y ordenó que los barberos solo afeitaran a aquellas personas que no pudieran afeitarse a sí mismos. ¡Ah! e impuso la norma de que todo el mundo estuviera afeitado, (no se sabe si por higiene, por estética, o por demostrar que podía imponer su santa voluntad y mostrar así su poder). Cierto día el emir llamó a As-Samet para que lo afeitara y él le contó sus angustias: —En mi pueblo soy el único barbero. No puedo afeitar al barbero de mi pueblo, ¡que soy yo!, ya que si lo hago, entonces puedo afeitarme por mí mismo, por lo tanto ¡no debería afeitarme! pues desobedecería vuestra orden. Pero, si por el contrario no me afeito, entonces algún barbero debería afeitarme, ¡pero como yo soy el único barbero de allí!, no puedo hacerlo y también así desobedecería a vos mi señor, oh emir de los creyentes, ¡que Allah os tenga en su gloria! El emir pensó que sus pensamientos eran tan profundos, que lo premió con la mano de la más hermosa de sus concubinas. Así, el barbero As-Samet vivió para siempre feliz y barbón.[2] |
En lógica de primer orden, la paradoja del barbero se puede expresar como:

(4){\displaystyle \forall x\qquad \mathrm {afeita} (x,barbero)\iff \neg \mathrm {afeita} (x,x)}

Donde {\displaystyle \mathrm {afeita} (x,y)} significa «{\displaystyle x} es afeitado por {\displaystyle y}». Lo anterior se leería como «cada persona es afeitada por el barbero si y solo si no se afeita a sí misma». Es importante notar la semejanza entre las ecuaciones (2) y (4). Al substituir {\displaystyle x} por {\displaystyle barbero} se obtiene

(5){\displaystyle \mathrm {afeita} (barbero,barbero)\iff \neg \mathrm {afeita} (barbero,barbero)}

Es decir que el barbero se afeita a sí mismo si y solo si no se afeita a sí mismo, lo cual es una contradicción.
Pero Russell duda sobre esta formulación, él mismo comenta: «en una ocasión me fue sugerida una formulación que no era válida; a saber, la cuestión de si el barbero se afeita o no a sí mismo. Ustedes pueden definir al barbero como "alguien que afeita a todos aquellos, y sólo aquellos, que no se afeitan a sí mismos". La pregunta ahora es: ¿se afeita el barbero a sí mismo? Así formulada, la contradicción no es muy difícil de resolver».

## Explicación de la paradoja
Los conjuntos son reuniones de cosas, por ejemplo de coches, libros, personas, etc. y en este sentido los llamaremos conjuntos normales.
La característica principal de un conjunto normal es que no se contiene a sí mismo. Pero también existen conjuntos de conjuntos, como {\displaystyle 2^{M}}, que es el conjunto de subconjuntos de M.
Un conjunto de conjuntos es normal salvo si podemos hacer que se contenga a sí mismo. Esto último no es difícil si tenemos el conjunto de todas las cosas que NO son libros y como un conjunto no es un libro, el conjunto de todas las cosas que NO son libros formará parte del conjunto de todas las cosas que NO son libros. Estos conjuntos que se contienen a sí mismos se llaman conjuntos singulares.
Está claro que un conjunto dado o bien es normal o bien es singular, no hay término medio, o se contiene a sí mismo o no se contiene. Ahora tomemos el conjunto {\displaystyle C} como el conjunto de todos los conjuntos normales. ¿Qué clase de conjunto es {\displaystyle C}? ¿Normal o Singular?
Si es normal, estará dentro del conjunto de conjuntos normales, que es {\displaystyle C}, luego ya no puede ser normal, puesto que se contiene a sí mismo. Si es singular, no puede estar dentro del conjunto de conjuntos normales, luego no puede estar en {\displaystyle C}, pero si no puede estar en {\displaystyle C} entonces no es singular, puesto que no se contiene a sí mismo.

## Historia
Russell descubrió la paradoja en mayo o junio de 1901. Según su propio relato en su Introduction to Mathematical Philosophy, de 1919, «intenté descubrir alguna falla en la prueba de Cantor de que no existe un (número) cardinal mayor que todos los demás». En una carta de 1902, anunció el descubrimiento a Gottlob Frege de la paradoja en el Begriffsschrift de Frege de 1879 y enmarcó el problema en términos tanto de lógica como de teoría de conjuntos, y en particular en términos de la definición de Frege de función:

Solo hay un punto en el que me he encontrado con una dificultad. Usted afirma (pág. 17 [pág. 23 arriba]) que una función también puede actuar como el elemento indeterminado. Esto lo creía anteriormente, pero ahora este punto de vista me parece dudoso debido a la siguiente contradicción. Dejar w ser el predicado: ser un predicado que no puede ser predicado de sí mismo. Poder w ser predicado de sí mismo? De cada respuesta se sigue su opuesto. Por lo tanto debemos concluir que w no es un predicado. Asimismo, no hay clase (como totalidad) de aquellas clases que, tomadas cada una como una totalidad, no se pertenecen a sí mismas. De esto concluyo que bajo ciertas circunstancias una colección definible [Menge] no forma una totalidad.

Russell pasaría a cubrirlo extensamente en su 1903 The Principles of Mathematics, donde repitió su primer encuentro con la paradoja:

Antes de despedirnos de cuestiones fundamentales, es necesario examinar más en detalle la singular contradicción, ya mencionada, respecto de los predicados no predicables por sí mismos. ... Puedo mencionar que fui conducido a él en el esfuerzo por reconciliar la prueba de Cantor....

Russell le escribió a Frege sobre la paradoja justo cuando Frege estaba preparando el segundo volumen de su Grundgesetze der Arithmetik. Frege respondió a Russell muy rápidamente; apareció su carta del 22 de junio de 1902, con el comentario de van Heijenoort en Heijenoort 1967:126–127. Frege luego escribió un apéndice admitiendo la paradoja, y propuso una solución que Russell apoyaría en su Principles of Mathematics, pero más tarde algunos lo consideraron insatisfactorio.  Por su parte, Russell tenía su obra en la imprenta y añadió un apéndice sobre la doctrina de tipos.
Ernst Zermelo en su (1908) Una nueva prueba de la posibilidad de un buen ordenamiento (publicado al mismo tiempo que publicó «la primera teoría axiomática de conjuntos») reclamó el descubrimiento previo de la antinomia en la ingenua teoría de conjuntos de Cantor. Afirma: «Y, sin embargo, incluso la forma elemental que Russell9 dio a la teoría de conjuntos antinomias podría haberlos persuadido [J. König, Jourdain, F. Bernstein] que la solución de estas dificultades no debe buscarse en la renuncia al buen orden sino solo en una restricción adecuada de la noción de conjunto». La nota al pie 9 es donde hace su afirmación:

91903, pp. 366–368. Sin embargo, yo mismo había descubierto esta antinomia, independientemente de Russell, y la había comunicado antes de 1903 al profesor Hilbert, entre otros.

Frege envió una copia de su Grundgesetze der Arithmetik a Hilbert; como se señaló anteriormente, el último volumen de Frege menciona la paradoja que Russell le había comunicado a Frege. Después de recibir el último volumen de Frege, el 7 de noviembre de 1903, Hilbert le escribió una carta a Frege en la que decía, refiriéndose a la paradoja de Russell: «Creo que el Dr. Zermelo la descubrió hace tres o cuatro años».  Un relato escrito del argumento real de Zermelo fue descubierto en el Nachlass de Edmund Husserl.
En 1923, Ludwig Wittgenstein propuso «deshacerse» de la paradoja de Russell de la siguiente manera:

La razón por la que una función no puede ser su propio argumento es que el signo de una función ya contiene el prototipo de su argumento, y
no puede contenerse a sí mismo. Pues supongamos que la función F(fx) pudiera ser su propio argumento: en ese caso habría una proposición F(F(fx)), en el que la función exterior F y la función interna F debe tener diferentes significados, ya que el interior tiene la forma O(fx) y el exterior tiene la forma Y(O(fx)). Sólo la letra 'F' es común a las dos funciones, pero la letra por sí sola no significa nada. Esto queda inmediatamente claro si en lugar de F(Fu) nosotros escribimos (do) : F(Ou) . Ou = Fu. Eso elimina la paradoja de Russell. (Tractatus Logico-Philosophicus, 3.333)

Russell y Alfred North Whitehead escribieron sus «Principia Mathematica» en tres volúmenes con la esperanza de lograr lo que Frege no había podido hacer. Intentaron desterrar las paradojas de la teoría de conjuntos ingenua empleando una teoría de tipos que idearon para este propósito. Si bien lograron fundamentar la aritmética de alguna manera, no es del todo evidente que lo hicieran por medios puramente lógicos. Si bien «Principia Mathematica» evitó las paradojas conocidas y permitió la derivación de una gran cantidad de matemáticas, su sistema dio lugar a nuevos problemas.
En cualquier caso, Kurt Gödel en 1930–31 demostró que mientras que la lógica de gran parte de «Principia Mathematica», ahora conocida como lógica de primer orden, es completa, la aritmética de Peano es necesariamente incompleta si es consistente. Esto se considera muy ampliamente, aunque no universalmente, como que ha demostrado que el programa logicista de Frege es imposible de completar.
En 2001, se celebró en Múnich una Conferencia Internacional del Centenario que celebraba los primeros cien años de la paradoja de Russell y se publicaron sus actas.